# 587

## Decese
- dată necunoscută: Varāhamihira matematician indian (n. 505)